# Gregolry Panizo
Gregolry Alves de Freitas Panizo (Tupãssi, Estat de Paranà, 12 de maig de 1985) és un ciclista brasiler professional del 2010 i 2014.

## Palmarès
- 2007
  - Vencedor de 2 etapes al Tour de Santa Catarina
- 2008
  - 1r a la Volta a l'Estat de São Paulo
- 2010
  - 1r al Tour de Brasil-Volta de l'Estat de São Paulo i vencedor d'una etapa
- 2011
  - Campió Panamericà en ruta
- 2012
  - Vencedor d'una etapa a la Volta a Guatemala
- 2013
  - Vencedor d'una etapa al Tour de Rio
- 2014
  - 1r al Giro a l'Interior de São Paulo